# شيزويشان
شيزويشان (بالصينية: 石嘴山市 )‏ هي مدينة على مستوى محافظة، في جمهورية الصين الشعبية، تتبع نينغشيا، تبلغ مساحتها 5,310 كيلومتر مربع، رمزها البريدي هو 753000.

## مدن توأم
المدن التوأم:
- هامادا، شيمانه.

## التقسيمات الإدارية
- دَا ءُ ﻛِﻮْ ﺛُﻮْ [الإنجليزية]‏
- ﺧُﻮِ ﻧْﻮ ﺛُﻮْ [الإنجليزية]‏
- پٍ لُوَع شِیًا  [لغات أخرى]‏.